# Paulo Dias (xadrezista)
Paulo Dias (5 de janeiro de 1979) é um xadrezista português, detendo o título de Mestre FIDE. Em junho de 2007, com 2 417 pontos, ocupava a sexta posição em Portugal, segundo o ranking da FIDE.